# L'omosessualità nella Grecia antica
L'omosessualità nella Grecia antica (Greek Homosexuality) è un saggio scritto dall'accademico britannico Kenneth Dover, pubblicato per la prima volta nel 1978, in seguito in lingua italiana presso Einaudi editore. L'argomento trattato è quello dell'omosessualità nell'antica Grecia e di come questa veniva intesa nel mondo antico rispetto a quanto viene fatto nell'età contemporanea.
Questo è il primo lavoro scientifico moderno rigoroso sul tema. Dover utilizza le fonti arcaiche e classiche, oltre a ritrovamenti archeologici non prettamente letterari, in un tentativo di discussione nei riguardi del comportamento sessuale greco antico e degli atteggiamenti attinenti ed in correlazione ad esso. Le sezioni principali del libro affrontano l'iconografia costituita dalla pittura vascolare (vedi pittura greca), i discorsi dei tribunali e le commedie di Aristofane. Dover dedica anche sezioni di minor mole al contenuto di altri testi letterari e filosofici originali.

## Contenuti
Nella prefazione K. J. Dover scrisse che lo scopo del lavoro era preminentemente quello di descrivere quei fenomeni di comportamento omosessuale ed il relativo sentimento ad esso associato, che si poteva trovare in ampia misura nell'arte e nella letteratura greca tra l'VIII e il II secolo a.C. e quindi fornire una base per l'esplorazione più dettagliata e specializzata ("che lascio ad altri", come affermò esplicitamente) degli aspetti sessuali dell'arte ellenica nella sua moralità sociale.
Nella Prefazione ha inoltre sostenuto che 'eterosessuale' ed 'omosessuale' non erano termini antitetici, ma che l'omosessualità era una suddivisione del 'quasi-sessuale' o 'pseudo-sessuale' esistente in forma permanente nella generalità della popolazione antica; il tutto con le dovute distinzioni e precisazioni rispetto ai moderni concetti degli stessi termini.
Le conclusioni sono che i greci consideravano l'omosessualità nella generalità dei casi come essenzialmente naturale, normale, e finanche salutare, ma anche che le loro pratiche reali erano limitate dalle norme culturali in una concezione pedagogica maestro-allievo. Nel caso degli antichi greci - in particolare per gli ateniesi - il libro sostiene che i ruoli sessuali degli amanti furono bruscamente polarizzati da un certo punto in poi della storia.
Dover conclude poi anche che i greci concepivano le relazioni omosessuali principalmente come amore nei confronti degli adolescenti e identifica i termini per i ruoli dei due amanti maschili: erastès, "l'amante", che è il partner adulto attivo, e l'eromenos, "l'amato", indicando il giovane maschio ancora del tutto privo di peluria sul viso. Basandosi sul lavoro di Sir John Beazley, Dover divide l'evidenza di ciò sul sopravvivere della pittura vascolare raffigurante questo tipo di relazioni in tre tipi.

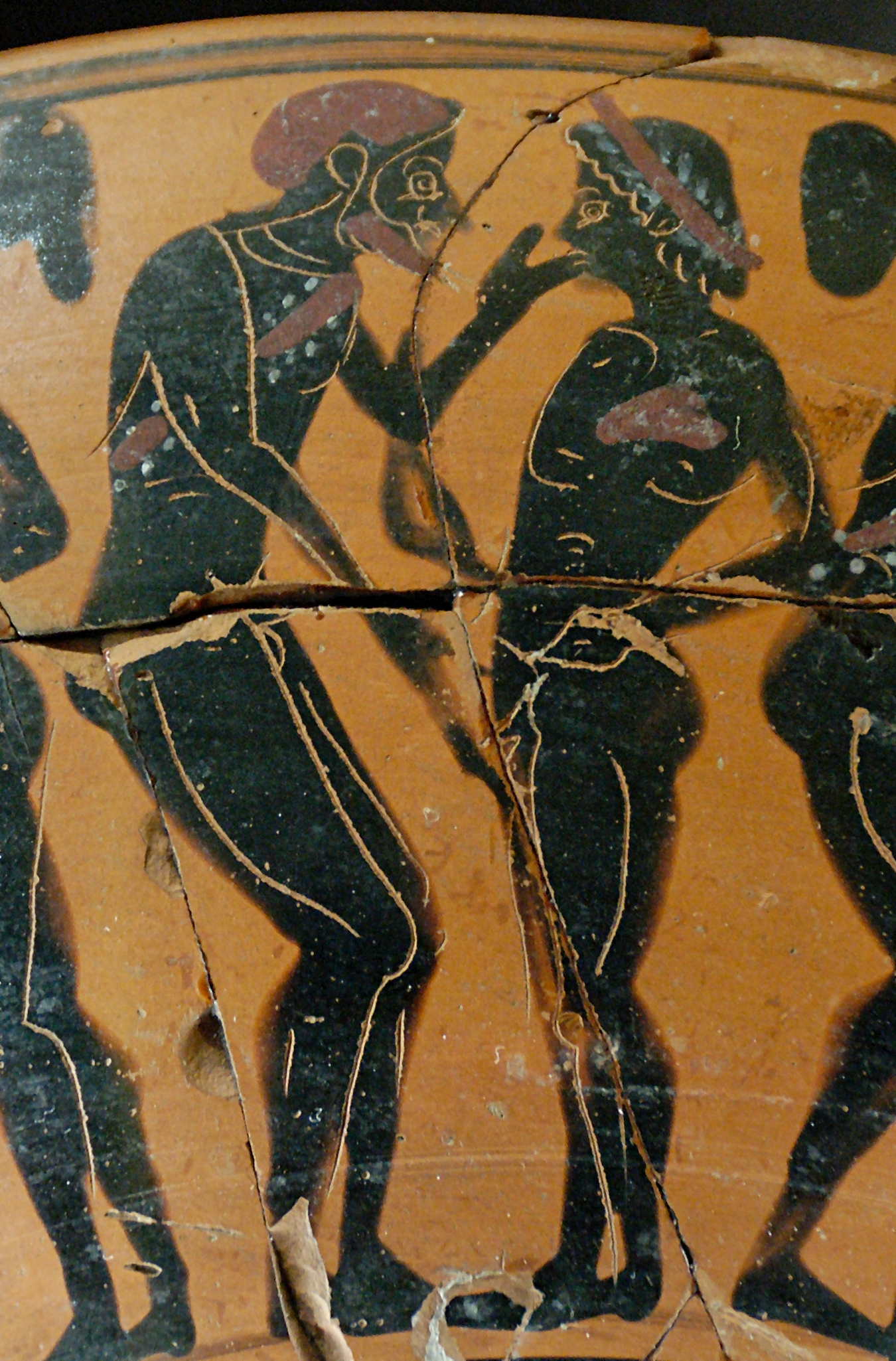
In questo particolare tratto da un vaso attico a figure nere (circa 530-520 a.C.), un uomo compie il gesto detto del "up-and-down".

Alcune di esse mostrano difatti l'erastes mentre sta offrendo un dono per il proprio eromenos personalmente scelto. Altri raffigurano il gesto definito come "su e giù" - l'erastes cerca di accarezzare intimamente l'eromenos mentre, con l'altra mano, gli fa alzare la testa per guardarlo negli occhi. Il terzo gruppo, di solito tra i vasi più antichi appartenente alla ceramica a figure nere, mostrano la coppia impegnata in un rapporto sessuale inter-femorale (il cosiddetto sesso intercrurale) o, in un paio di casi, in sesso anale.
Tradizionalmente, il giovane amato, quando avesse raggiunto l'età della piena virilità - indicato nell'iconografia dallo spuntare della prima barba - avrebbe saputo invertire i ruoli e diventare a sua volta un erastes-amante egli stesso, alla ricerca di un maschio più giovane per un rapporto d'amore temporaneo ed eminentemente fondato su una forma di "educazione alla vita adulta". Più tardi ci si sarebbe in ogni caso aspettato che ognuno si sposasse nell'intento di produrre nuovi cittadini per lo stato-polis.
Il non riuscire ad invertire i ruoli sarebbe stato considerato ben poco virile, oltre che altamente irresponsabile; qui Dover sottolinea la beffa che il commediografo ateniese Aristofane (un comico molto popolare e di successo) infligge di sfuggita, in diverse sue opere teatrali, ad un qualche particolare cittadino ateniese, che era noto per la sua persistenza nel tempo nel ruolo dell'amato, ben oltre dopo aver raggiunto la sua maturità: il che dimostra che potevano verificarsi casi simili di tanto in tanto.
Per quanto riguarda i documenti relativi ai casi giudiziari discussi apertamente in tribunale, Dover si concentra principalmente su un determinato caso avviato dal celebre oratore Demostene e passato alla storia come Contro Timarco per esser stato declamato da Eschine. Questi era stato inviato a far parte di un'ambasciata al vicino regno di Macedonia; egli non era solo riuscito a realizzare la sua missione, ma fu presto stato ampiamente sospettato di avere ricevuto tangenti versate dal re Filippo II di Macedonia nell'intenzione di abbandonare la loro missione.
Al ritorno ad Atene, Demostene ha avviato un procedimento di suoi colleghi ambasciatori per corruzione, nel tentativo di evitare di essere incriminato egli stesso. Gli imputati ebbero facilmente successo sulle accuse rivolte loro e licenziato il caso, per il fatto che uno dei co-attori utilizzati da Demostene per le accuse, un certo Timarchos, era stato in gioventù un ragazzo che aveva praticato la prostituzione maschile; egli aveva quindi perso tutti i suoi diritti di cittadino ateniese, risultando pertanto inammissibile per lui l'intentare una causa nei tribunali ateniesi.
Dover cita estesamente dagli atti del processo per dimostrare, tra l'altro, che gli Ateniesi hanno attaccato non lo stigma di per sé dovuto alle relazioni sessuali tra persone dello stesso sesso, ma per il fatto di non aver rispettato alcune convenzioni (essenzialmente l'essersi prostituito in cambio di favori oltre l'età consentita e il rifiuto di rovesciamento dei ruoli erotico-sociali acquisiti); in questo caso cioè che a nessun cittadino potesse essere consentito di vendere i proprii favori sessuali, ritenuti il corretto comportamento solo di uno schiavo, non di un uomo libero.

## Ricezione
Il libro ha avuto un'enorme influenza sullo studio dell'omosessualità nell'antica Grecia. Gli studiosi influenzati dal lavoro di Dover comprendono i classicisti David Halperin, John Winkler (1943-90), l'italiana Eva Cantarella ed il filosofo francese Michel Foucault; l'opera si è dimostrata assai influente in parte anche a causa delle credenziali del suo autore come storico e filologo di fama. Halperin ha chiamato il lavoro di Dover "un trionfo di ricerca empirica", e l'ha indicato come uno delle principali influenze intellettuali sul suo libro Cent'anni di omosessualità.
Halperin è convinto che la pubblicazione de L'omosessualità nella Grecia antica nel 1978, insieme con la comparsa della traduzione inglese della Storia della sessualità di Foucault, abbia segnato l'inizio di una nuova era nello studio della storia della sessualità umana. La studiosa di letteratura Camille Paglia ha invero contestato la caratterizzazione di Halperin dell'omosessualità greca, osservando che, mentre si trattava di un prezioso libro sulla pederastia greca, non è stato affatto un lavoro "intellettuale" e parte della discussione riguardante la copulazione attraverso il sesso intercrurale contenente relativamente pochi accenni, come un fatto decisamente sorprendente.
Anche Eva Cantarella ha criticato alcune delle conclusioni di Dover, concludendo che non vi era alcuna restrizione nei confronti del rapporto di sesso anale nelle relazioni pederastiche, una proposta ed ipotesi questa a sua volta respinta dal classicista Bruce Thornton. David Cohen ha discusso criticamente il lavoro di Dover in "Law, Sexuality and Society", così come ha fatto Thornton in "Eros: The Myth of Ancient Greek Sexuality".
Il filosofo Roger Scruton si è dimostrato molto sprezzante nei confronti del testo, definendolo "banalizzante e triviale". Dover ha commentato nelle sue memorie di aver capito cosa voleva dire Scruton, ma che non era imbarazzato, poiché egli ha attaccato con decisione fenomeni che Scruton ignora completamente.

## Edizioni
- K. J. Dover, Greek Homosexuality, 1ª ed., Cambridge (Massachusetts), Harvard University Press, 1978, ISBN 0-674-36261-6, ISBN 0-7156-1111-9.
- K. J. Dover, Greek Homosexuality, 2ª ed., Cambridge (Massachusetts), Harvard University Press, 1989, ISBN 0-674-36270-5, ISBN 978-0-674-36270-3.
- K. J. Dover, L'omosessualità nella Grecia antica, traduzione di Martino Menghi, Saggi, n. 679, Torino, Einaudi, 1985, ISBN 88-06-58164-3.